# Soera Het Bedrog
Soera Het Bedrog is een soera van de Koran.
De soera is vernoemd naar het bedrog op de Dag des oordeels. Het bedrog wordt genoemd in aya 9. De soera handelt voornamelijk over wat God geschapen heeft en Zijn almacht. Daarnaast gaat het over de heerlijke beloning of de verschrikkelijke bestraffing op de Laatste Dag.
Deze soera wordt met Soera Het IJzer, Soera De Opdrijving, Soera De Strijdplaats en Soera De Vrijdag de lofprijzenden genoemd.